# Seznam gruzinskih skladateljev
Seznam gruzinskih skladateljev.

## A
- Zurab Andžaparidze (pevec)
- Dimitrij Arakišvili (1873 - 1953)

## B
- Andrej Balančivadze
- Meliton Balančivadze

## D
- Viktor Dolidze

## K
- Jansug Kakhidze (dirigent)
- Vahtang Kahidze
- Gija Kančeli
- Bidzina Kvernadze

## L
- Revaz Lagidze

## M
- Aleksandre "Aleksi" Mačavariani (1913 - 1995)
- Konstantin Meladze (gruzin.-ukrajinski)
- Vano Muradeli

## N
- Sulčan Nassidse

## P
- Zakaria Paliašvili
- Merab Partšaladze

## T
- Otar Taktakišvili (1924 - 1989)
- Mikael Tariverdiev (1931 - 1996)
- David Toradze